# Rhinella tacana
Rhinella tacana är en groddjursart som först beskrevs av Padial, Reichle, McDiarmid och De la Riva 2006.  Rhinella tacana ingår i släktet Rhinella och familjen paddor. IUCN kategoriserar arten globalt som otillräckligt studerad. Inga underarter finns listade i Catalogue of Life.